# 세븐일레븐
세븐일레븐(영어: 7-Eleven)은 미국의 편의점 브랜드이다. 1991년에 일본의 슈퍼마켓 체인인 이토요카도가 7-Eleven 사우스랜드 사의 주식 과반수를 매입하였다. 2005년부터는 일본의 세븐&아이 홀딩스가 미국 7-Eleven 본사의 주식을 전량 매입하여 일본 도쿄도 지요다구 니반 정에 위치한 세븐&아이 홀딩스 계열사가 되었다. 대한민국에서는 코리아세븐이 운영하고 있고 영어판 위키에서는 첫번째 지점이 문을연 미국 텍사스주 댈러스가 본사 소재지라고 기술한다.

## 역사
세븐일레븐은 1927년 미국 텍사스주 댈러스 소재 사우스랜드 아이스 컴퍼니의 중역이었던 Joe C. Thompson Sr.의 승인 하에 16곳의 아이스크림 매장 가판대(storefront)에서 아이스크림 등을 진열 판매한 것을 시초로 '존 제퍼슨 그린'에 의해 시작되었다. 이 회사는 큰 냉장고에 우유·빵·달걀 등 식료품을 담아두었는데 동네 사람들의 편의를 위하여 저녁과 일요일에도 가게문을 열고 영업을 했다. 1946년에 사명을 영업 시간을 강조하는 뜻의 7-Eleven으로 쓰기 시작하였으며, 1964년에는 'speedee-Mart'사를 인수, 프랜차이징을 시작하였다. 사업 초창기 미국 세븐일레븐에서는 해당 점포들이 오전 7시부터 오후 11시까지 영업을 하였는데, 당시로서는 오전 7시부터 오후 11시까지의 영업은 전례가 없는 일이었다. 1962년에 텍사스주 오스틴의 한 점포에서 24시간 영업을 시험 운영했고, 그 다음해인 1963년 라스베이거스, 포트워스, 댈러스에서 연중무휴 24시간 운영 점포가 개설되었다. 세븐일레븐의 유명 상표로는 슬러피가 있다.
세븐일레븐이 일본에 진출한 이후, 이 점포는 미국보다 일본에서 더욱 번창하였다. 1980년대 미국의 세븐일레븐 운영사인 사우스랜드 사는 파산 위기에 몰렸고, 이에 일본내에서 7-Eleven 체인을 운영하던 일본의 슈퍼마켓 체인인 이토요카도가 1991년에 사우스랜드 사의 주식 과반수를 사들였다. 이후 사우스랜드 사는 사명을 7-Eleven, Inc.로 전환하였다.
2005년 11월에 일본의 세븐&아이 홀딩스는 '세븐일레븐-재팬'을 통해 미국 세븐일레븐 본사의 지분을 전량 매입했다. 세븐일레븐은 일본의 도쿄도 지요다구 니반초 8-8에 위치한 세븐&아이 홀딩스의 계열사가 되었다.
2008년에 세븐일레븐은 맥도날드를 제치고 전 세계에서 점포 수가 가장 많은 체인점이 되었다.

## 전 세계 세븐일레븐

세븐일레븐 점포가 위치한 나라 (초록색)

아메리카 지역의 캐나다, 미국, 멕시코, 유럽 지역의 덴마크, 노르웨이, 스웨덴, 아시아 지역의 대한민국, 일본, 중국, 홍콩, 마카오, 대만, 필리핀, 태국, 말레이시아, 베트남, 싱가포르, 아랍에미리트, 오세아니아 지역의 오스트레일리아 등의 국가에 세븐일레븐 편의점 점포가 개설되어 있다.

### 대한민국

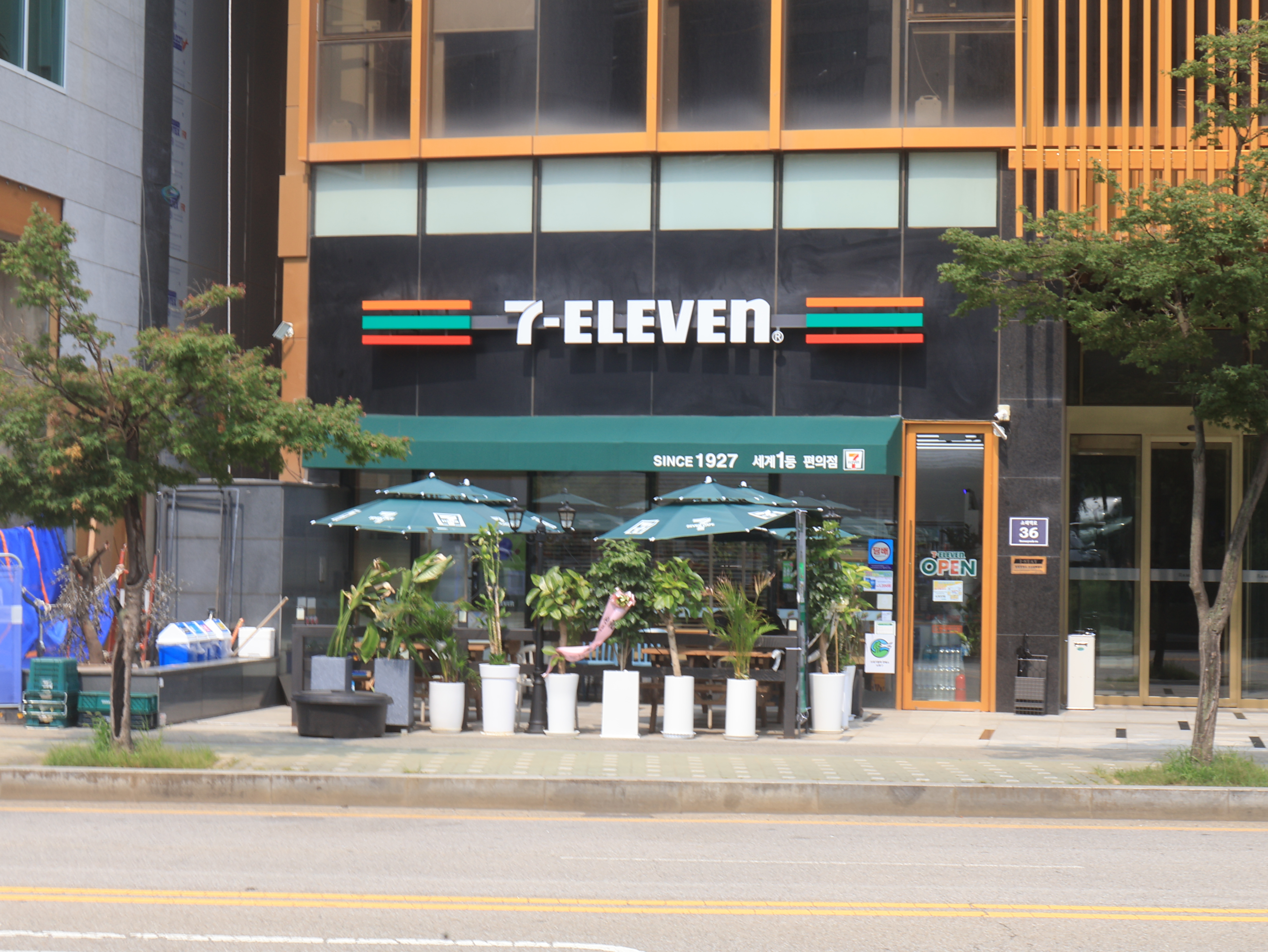
인천 논현동 논현라마다점

1988년에 코리아세븐이 설립하였으며 미국 세븐일레븐 본사와의 제휴로 1989년 5월 6일에 첫 세븐일레븐 점포인 세븐일레븐 올림픽점이 서울특별시 송파구 오륜동 올림픽선수기자촌아파트 상가 내에 들어섰다. 이는 대한민국 최초의 24시간 편의점으로 당시 큰 화제를 모았다. 1993년에는 롯데쇼핑이 코리아세븐을 인수하여 '백화점 CVS 사업부'에 편입되었다. 1998년에는 롯데쇼핑 대신 롯데리아에 흡수되었고, 2000년에는 롯데리아에서 분리, 독립된 롯데그룹의 계열사인 코리아세븐이 운영하고 있다. 2000년에는 코오롱그룹이 운영하였던 로손의 대한민국 사업부를 인수하였다.
2010년 2월 롯데그룹의 계열사로 세븐일레븐을 운영하는 (주)코리아세븐은 바이더웨이를 운영하는 (주)바이더웨이의 주식을 100% 취득하기 위한 계약을 체결하고 공정거래위원회에 기업결합 신고서를 낸 바 있다. 이에 공정거래위원회는 같은해 4월 (주)코리아세븐의 바이더웨이 인수를 승인하여 세븐일레븐과 바이더웨이는 정상적으로 흡수 합병 절차를 마쳤다. 이에 따라 바이더웨이 점포는 세븐일레븐 점포로 변경되었다. 현재는 대구광역시 군위군, 경상북도 울릉군을 제외한 나머지 지역에 세븐일레븐 점포가 들어서 있다. 롯데 계열 포인트인 L 포인트 적립이 가능하다.

### 미국
- 1927년 미국 텍사스주 댈러스에 첫 세븐일레븐 점포 개설
- 세븐일레븐은 본래 미국 '사우스랜드'사가 설립한 브랜드였으나, 운영악화로 '세븐일레븐 재팬'에 인수되었다.

### 오스트레일리아(호주)
- 1977년 첫 세븐일레븐 점포 개설
- 현재 빅토리아주, 뉴사우스웨일스주, 퀸즐랜드주 등에서 361개의 점포가 운영 중이다. 대다수는 대도시권 지역에 밀집해 있다.

### 캐나다
- 1969년 앨버타주 캘거리에서 첫 세븐일레븐 점포 개설
- 셸, 페트로캐나다, 에소 등과의 계약으로 여러 주유소에 입점해 있다.
- 2005년 11월 7-Eleven Wireless 서비스를 시작하였다.
- 매니토바주 위니펙은 “세계 슬러피의 수도”라는 칭호를 얻었다.

### 홍콩과 마카오
- 홍콩에서는 영국의 식민 통치 시절이던 1981년부터 데어리 팜 인터내셔널 홀딩스가 운영하고 있다.
- 2006년 7월 11일 711번째 세븐일레븐 점포가 문을 열었다.
- 대다수의 점포는 도심 지역에 위치해 있다.
- MTR과 KCR 등 지하철역, 전철역에 위치하여 접근이 용이한 편이다.
- 마카오에 2005년 첫 세븐일레븐 점포가 개설된 이후에 현재 30여 개의 점포가 운영 중이다.
- 홍콩과 마카오에서는 세븐일레븐을 ‘찻자이’(七仔), ‘찻삽얏’(七十一), ‘세판’(些粉, ‘세븐’의 광둥어 발음에서 유래됨)이라고 부르기도 한다.

### 일본
- 1974년 5월 도쿄도 고토구에서 세븐일레븐 1호점이 문을 열었다.
- 세계에서 가장 많은 세븐일레븐 체인점포가 몰려 있다. (전 세계 34,200여개의 점포 중 12,013개).
- 대다수는 Seven & I 지주회사의 소유 아래 운영되고 있다.
- 도쿄도에만 1,577개의 점포가 있다.
- 일본인들은 세븐일레븐이라고 부르는 대신 간단하게 ‘세븐’이라고 부르는 경우가 많다.

### 중국
중국에 위치한 세븐일레븐 점포는 세븐일레븐 차이나 투자 유한 공사(영어: Seven-Eleven China Investment Co Ltd, 중국어: 柒一拾壹(中國)投資有限公司)에서 운영한다. 중국에서는 세븐일레븐을 ‘치이스이’(중국어: 柒一拾壹, 병음: qīyīshíyī)라고 부르기도 한다.
1992년에 광둥성 선전시에 첫 세븐일레븐 점포가 문을 열었다. 2004년에는 베이징시, 2009년에는 톈진시, 상하이시, 2011년에는 청두시, 2012년에는 칭다오시, 2013년에는 충칭시, 2017년에는 항저우시, 닝보시, 2018년에는 난징시, 2019년에는 우한시, 푸저우시에 문을 열었다.

### 대만
대만에 위치한 세븐일레븐 점포는 퉁이 기업(統一企業)의 계열사인 퉁이 통상(統一通商)에서 운영한다. 1980년에 타이베이시에 첫 세븐일레븐 점포가 문을 열었으며 2015년 7월에 5,000번째 세븐일레븐 점포가 문을 열었다. 2018년 1월에는 직원이 없는 실험적인 점포인 X-스토어(X-Store)가 문을 열었다.

### 말레이시아
말레이시아에 위치한 세븐일레븐 점포는 세븐일레븐 말레이시아(7-Eleven Malaysia Sdn. Bhd.)에서 운영한다. 1984년 6월 4일에 베르자야 코퍼레이션(Berjaya Corporation)에 의해 세븐일레븐 말레이시아가 설립되었으며 1984년 10월에 쿠알라룸푸르에 첫 세븐일레븐 점포가 문을 열었다. 현재 말레이시아에는 2,225개 점포가 존재한다.

### 인도네시아
2008년에 PT 모던 세븐 인도네시아(PT Modern Seven Indonesia)와의 프랜차이즈 계약을 통해 세븐일레븐이 인도네시아에 진출하였으며 자카르타에 첫 세븐일레븐 점포가 문을 열었다. 2014년 당시에 인도네시아에는 190개 점포가 있었지만 인도네시아 국내 규제 등으로 인해 2016년 9월 당시에는 166개 점포로 줄어들었다.
2017년 4월에는 태국의 차른 뽁판 그룹의 자회사인 PT 차른 뽁판 레스투 인도네시아(PT Charoen Pokphand Restu Indonesia)가 PT 모던 세븐 인도네시아를 인수한다고 발표했다. 이에 따라 인도네시아에 남아 있던 세븐일레븐의 30개 점포는 2017년 6월 30일을 기해 철수하였다.

### 필리핀
필리핀에 위치한 세븐일레븐 점포는 필리핀 세븐 코퍼레이션(Philippine Seven Corporation)에서 운영한다. 필리핀에는 2017년 기준으로 2,285개 세븐일레븐 점포가 존재한다. 1984년에 케손시티에 첫 세븐일레븐 점포가 문을 열었으며 2000년에는 대만의 기업인 퉁이 통상이 세븐일레븐의 필리핀 법인의 주식의 대부분을 인수했다.

### 싱가포르
싱가포르에 위치한 세븐일레븐 점포는 세븐일레븐 주식회사와 라이센스 계약을 체결한 데어리팜 인터내셔널 홀딩스(Dairy Farm International Holdings)에서 운영한다. 싱가포르에는 2018년 2월 기준으로 383개 세븐일레븐 점포가 존재한다.
1983년에 첫 세븐일레븐 점포가 문을 열었으며 1986년에는 프랜차이즈 세븐일레븐 점포가 문을 열었다. 1989년에는 데어리팜 그룹의 자회사인 콜드 스토리지 싱가포르(Cold Storage Singapore)가 세븐일레븐 라이센스 계약을 체결했다. 2006년에는 셸 싱가포르(Shell Singapore)와 세븐일레븐이 68개 셸 셀렉트(Shell Select) 편의점을 모두 세븐일레븐으로 리브랜딩하기로 합의했다. 이 계약은 2017년 10월을 기해 만료되었으며 셸 주유소에 입주했던 52개 세븐일레븐 점포들은 브랜드 이름을 셸 셀렉트로 변경했다.

### 베트남
2018년 8월에 진출하였으며 현재는 호찌민시에만 있다.

### 아랍에미리트
2015년 10월에 두바이에서 첫 세븐일레븐 점포가 문을 열었다.

### 덴마크, 노르웨이, 스웨덴
- 스웨덴에서는 1978년에 스톡홀름에서 첫 세븐일레븐 점포가 문을 열었다. 노르웨이에서는 1986년에 오슬로에서 첫 세븐일레븐 점포가 문을 열었고 덴마크에서는 1993년에 코펜하겐에서 첫 세븐일레븐 점포가 문을 열었다.
- 세븐일레븐의 덴마크, 노르웨이, 스웨덴 법인은 모두 노르웨이의 레이탄 그룹에서 운영하고 있다.

### 국가별 점포

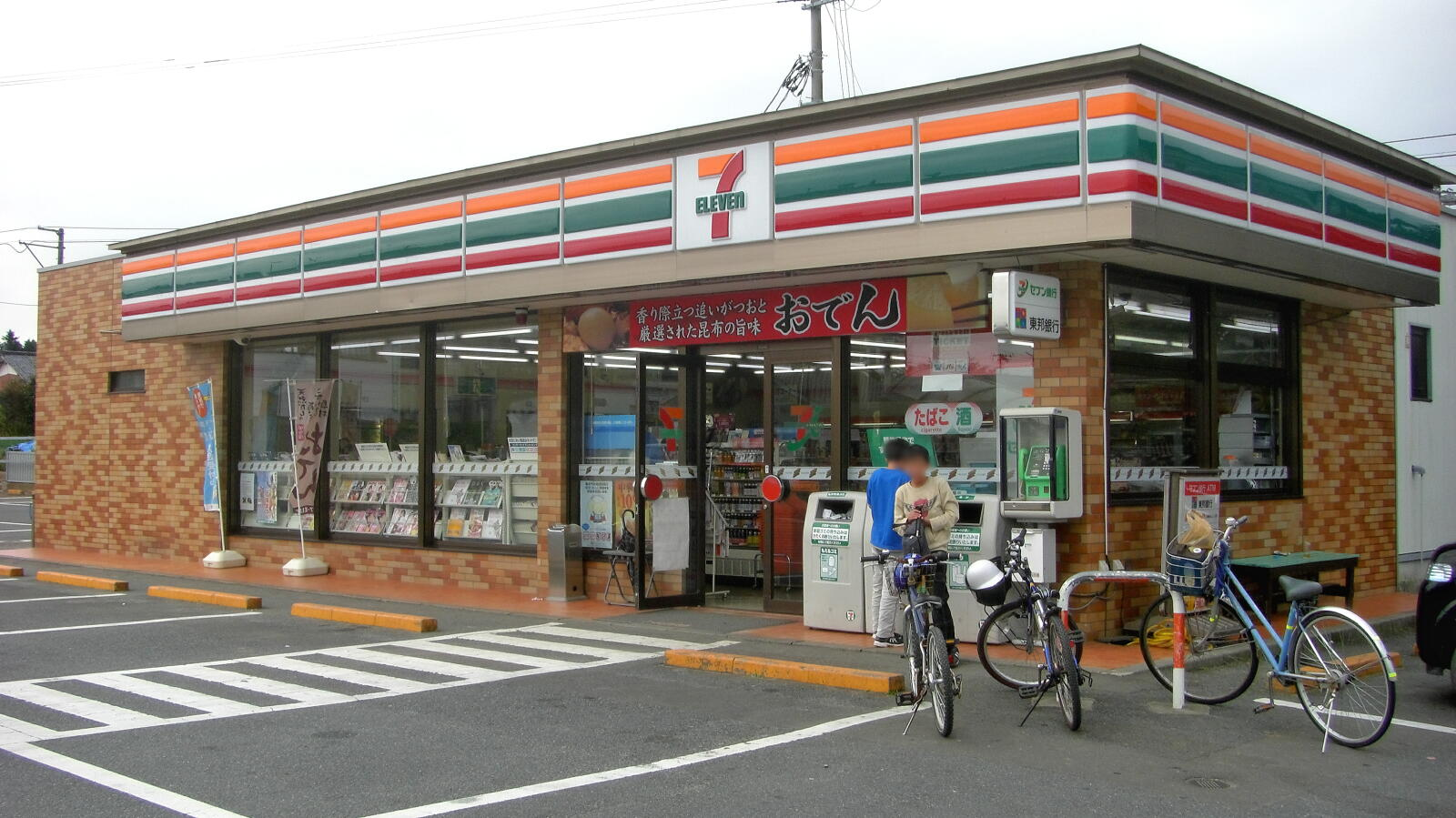
일본 후쿠시마현에 위치한 세븐일레븐 점포
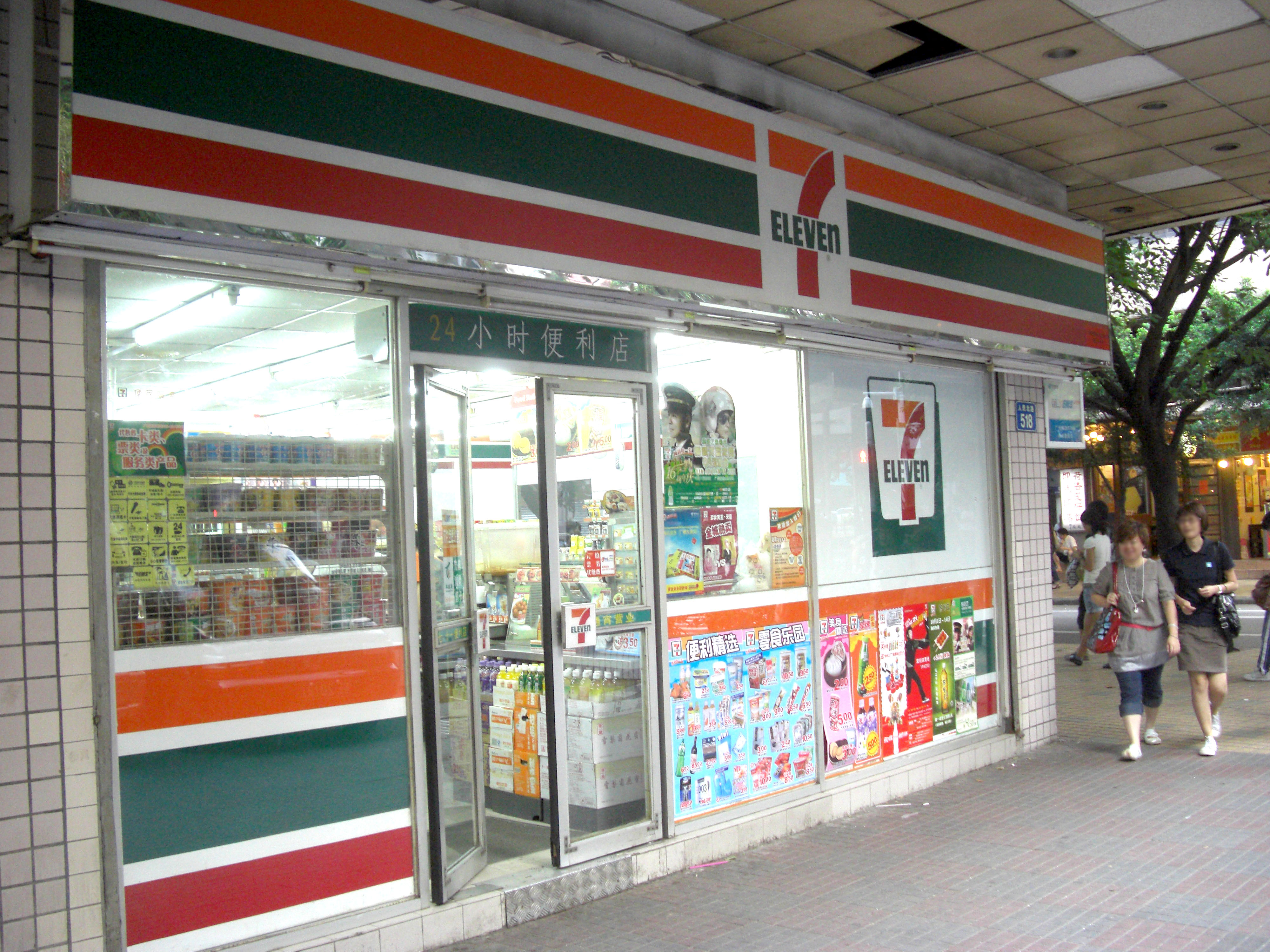
중국 광저우시에 위치한 세븐일레븐 점포
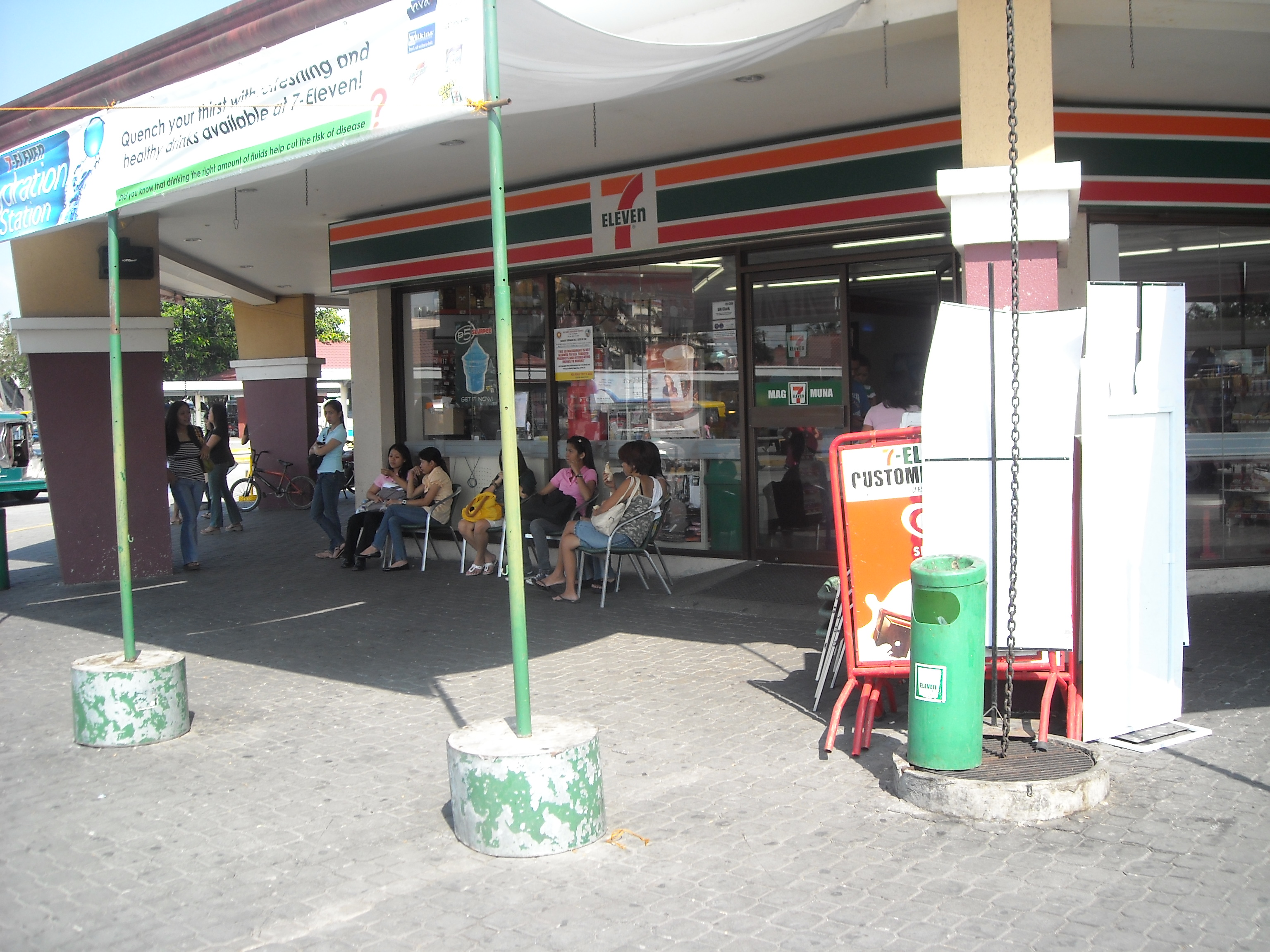
필리핀 앙헬레스에 위치한 세븐일레븐 점포
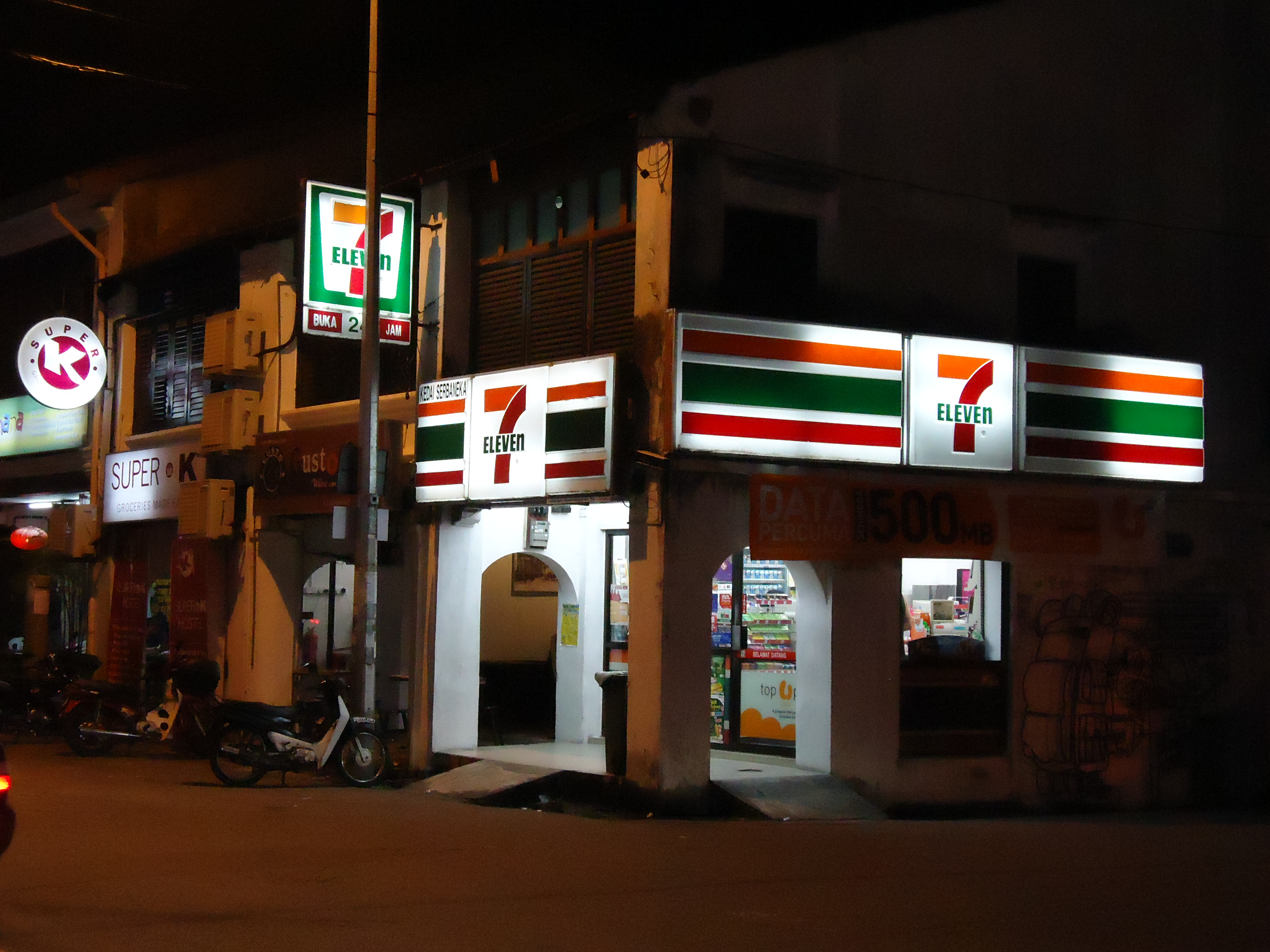
말레이시아 피낭주 조지타운에 위치한 세븐일레븐 점포
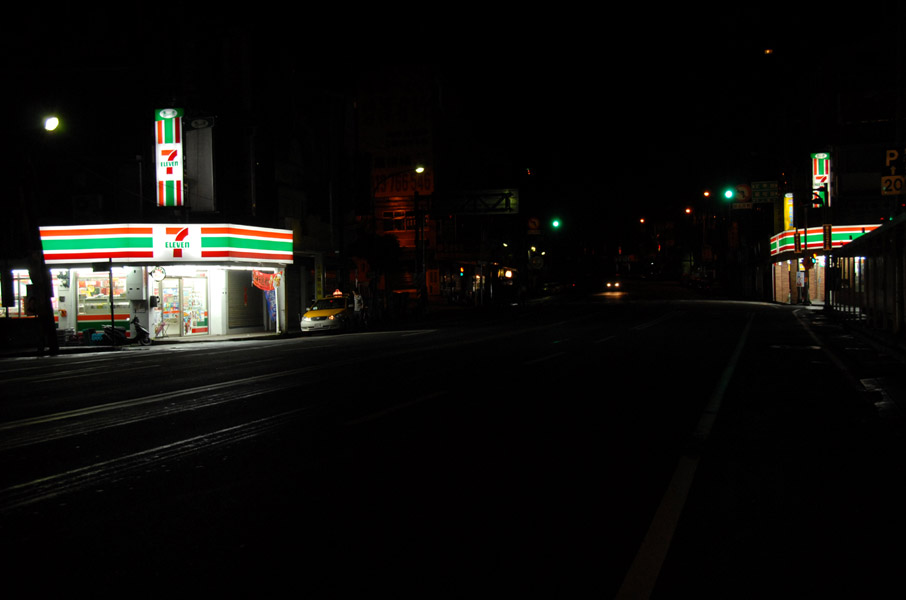
대만 신베이시 신뎬구에 위치한 세븐일레븐 점포
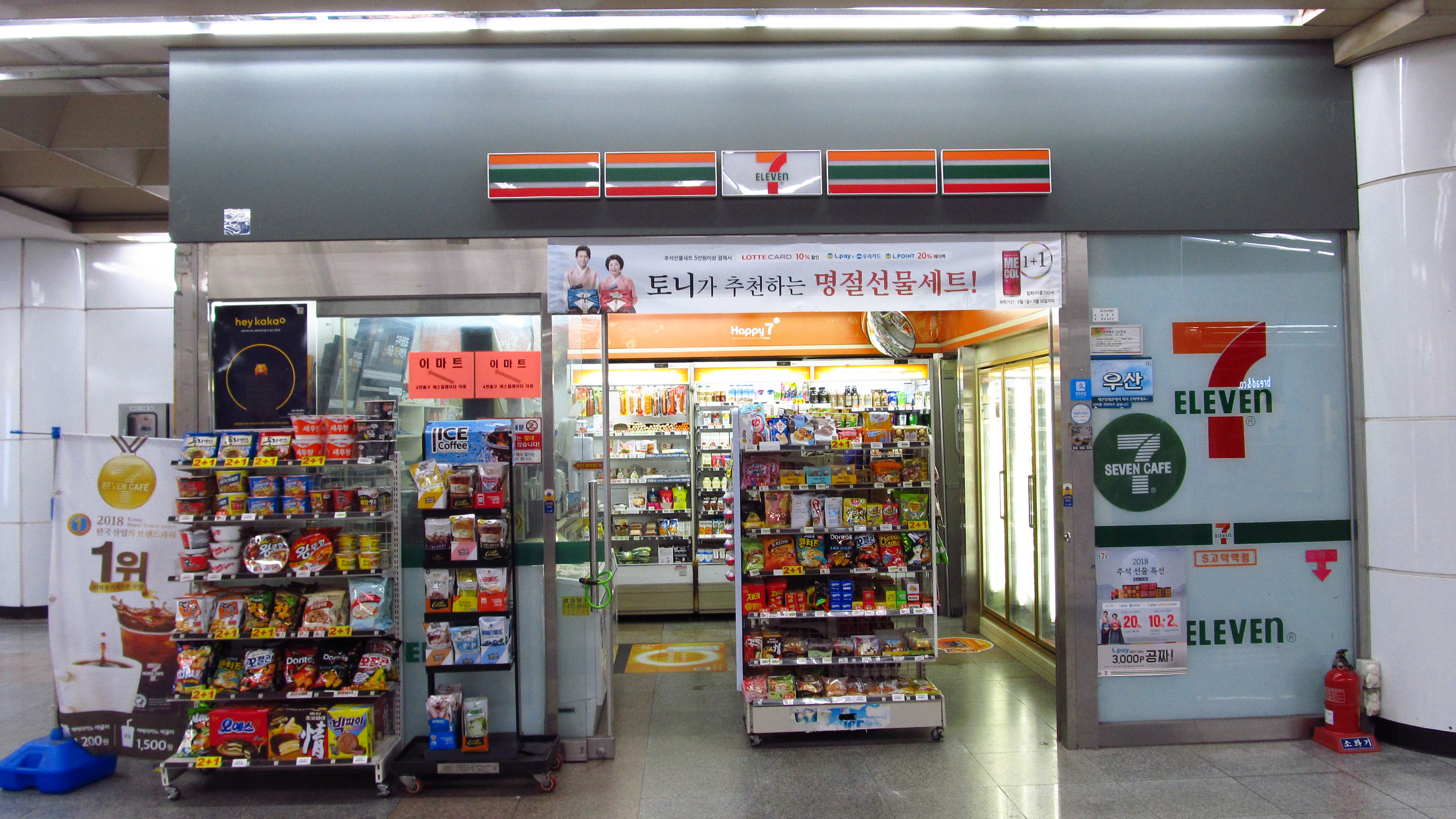
대한민국 서울특별시에 위치한 세븐일레븐 점포
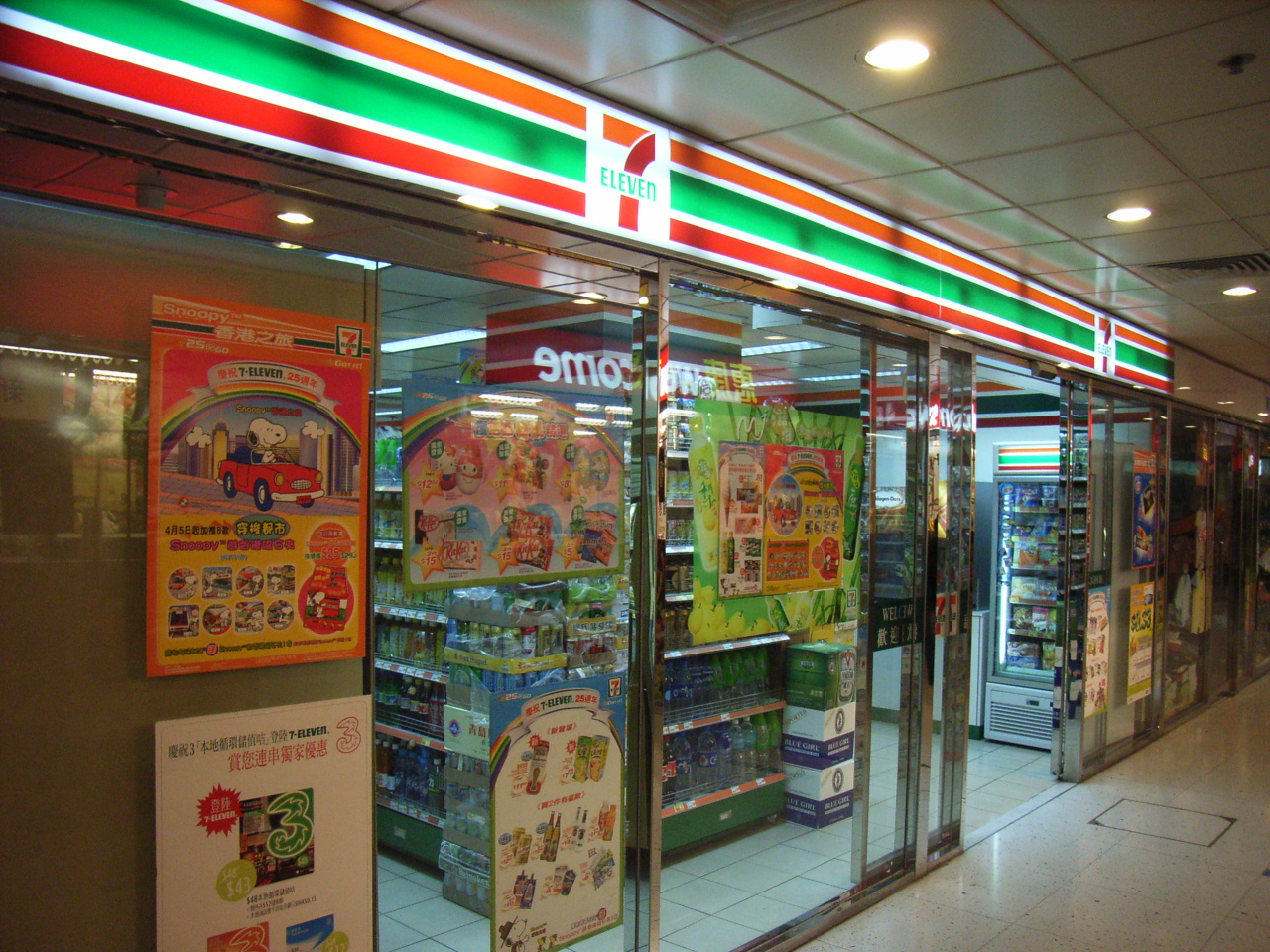
홍콩에 위치한 세븐일레븐 점포
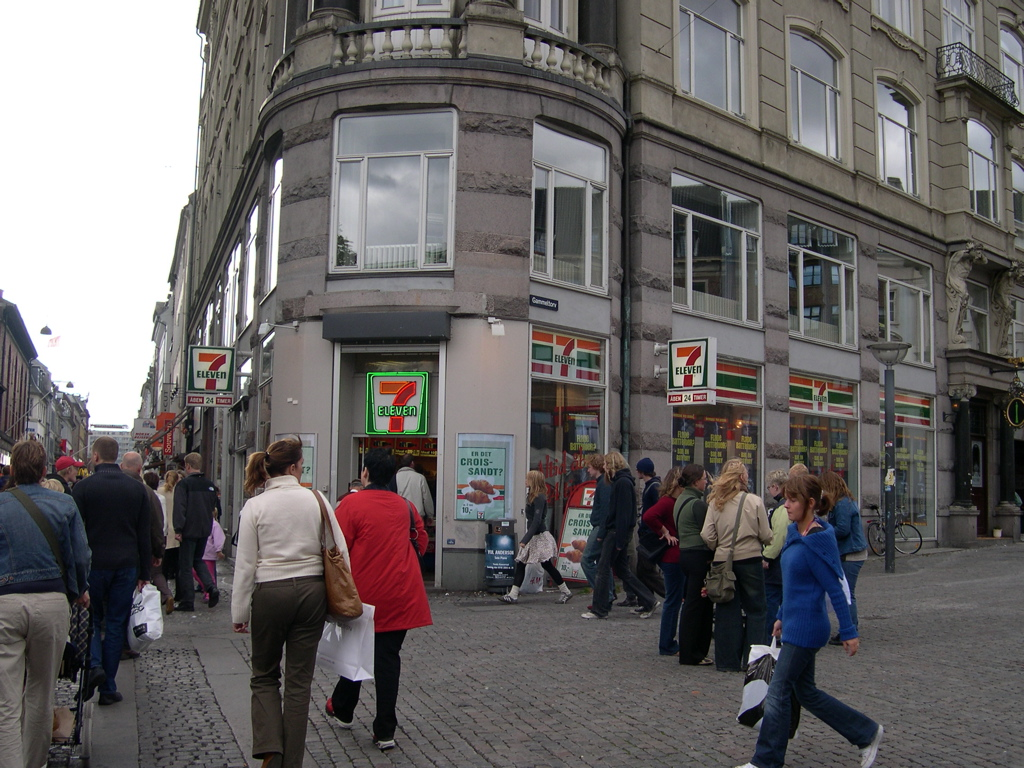
덴마크 코펜하겐에 위치한 세븐일레븐 점포
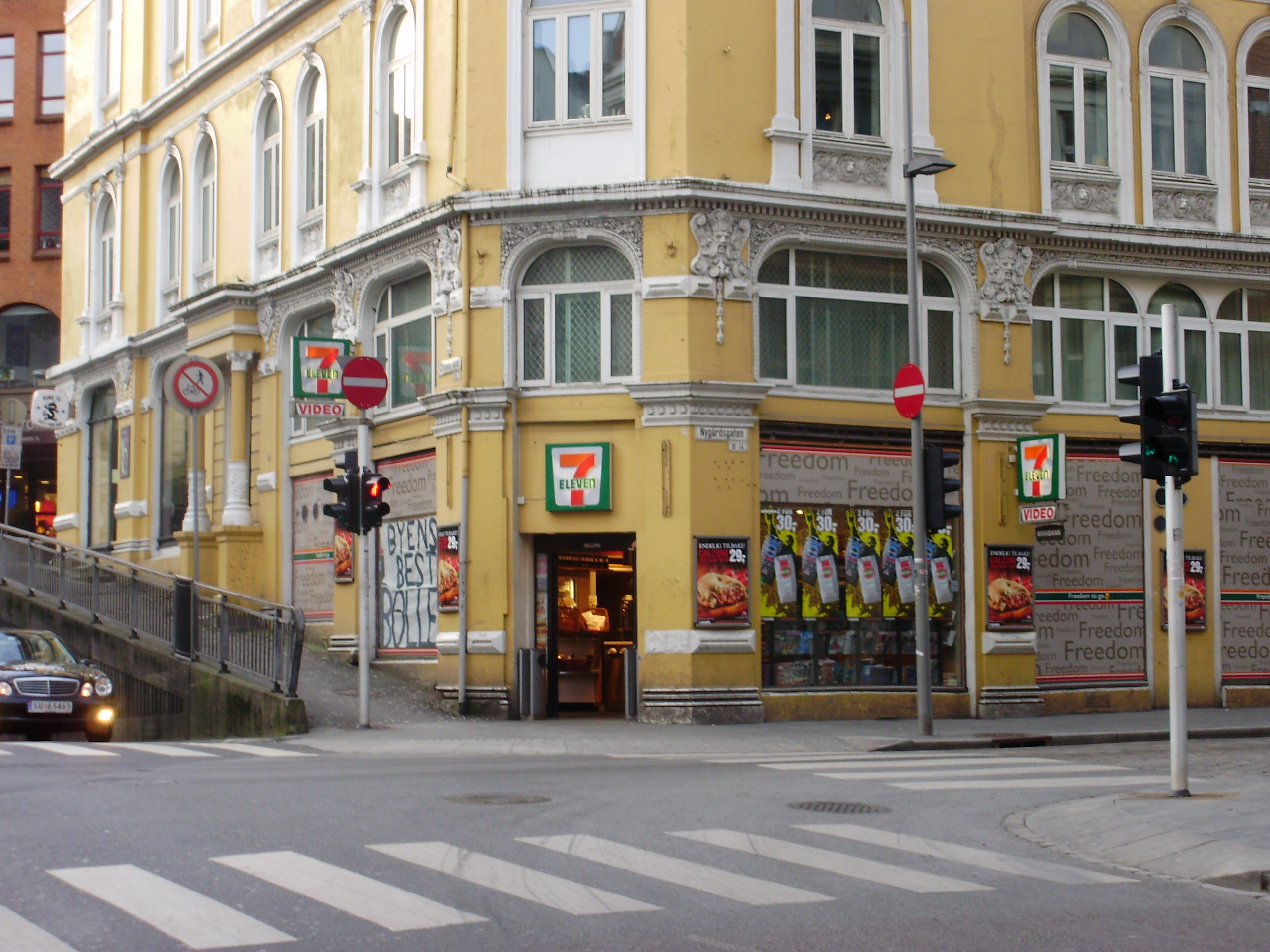
노르웨이 베르겐에 위치한 세븐일레븐 점포
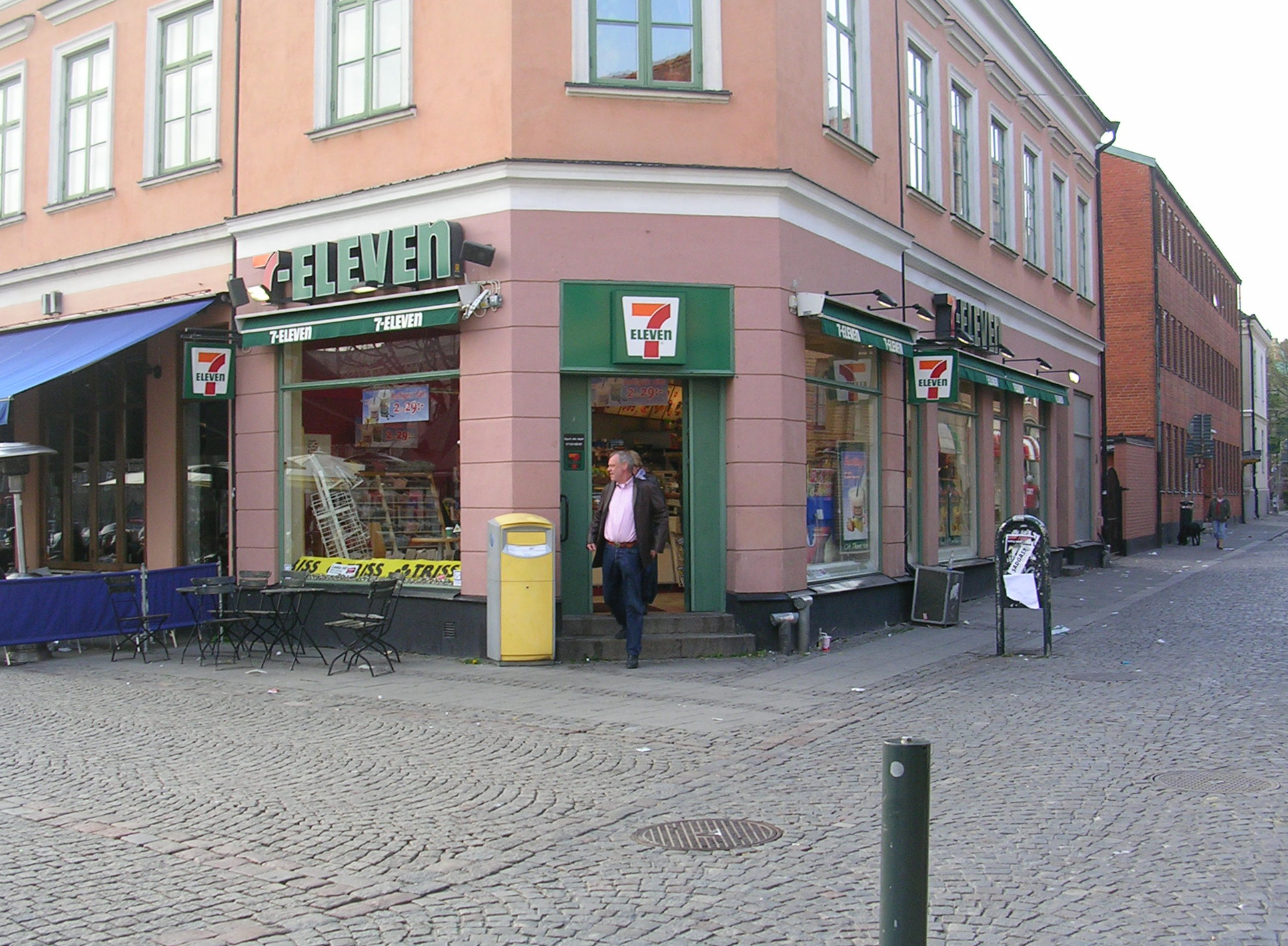
스웨덴 룬드에 위치한 세븐일레븐 점포

## 슬러시
세븐일레븐을 운영한 사우스랜드 사는 본래 얼음을 만들어 팔던 회사로, 처음 세븐일레븐은 얼음을 얼려 컵에 담아 파는 슬러시로 유명해졌다. 슬러시는 세븐일레븐 편의점에서 매우 인기있는 제품으로 사랑받았고, 아직도 미국, 캐나다 등지에서는 많은 양이 팔리고 있다. 그러나 대한민국과 일본의 세븐일레븐에서는 슬러시를 더 이상 취급하지 않고 있다.

## 사적으로 운영되는 세븐일레븐 점포
전 세계 세븐일레븐 체인점 중에 사적으로 운영되는 체인은 미국 오클라호마주의 오클라호마시티 지역에 있다. 이 곳의 100여 개 가량의 체인점은 브라운 가문의 소유로 미국의 다른 세븐일레븐 상품들과는 조금 다른 상품들이 있다. 이 곳의 세븐일레븐 체인점들은 핫도그나 나초를 팔지 않는다. 대신 이 곳에는 세븐스헤븐(Seventh Heaven)이라는 제빵 브랜드가가 독자적으로 존재한다. 세븐스헤븐은 갓 구운 도넛, 과자 등을 판매한다. 또한, 브라운 가문의 세븐일레븐에서는 슬러피 대신 아이스 드링크라는 브랜드의 제품을 팔고 있다. 대신 브라운 가문의 세븐일레븐에서는 다른 지역의 세븐일레븐과 같은 광고를 할 수 없으며, 같은 판촉물을 활용할 수 없다. 이는 1970년대 초반 오클라호마 주의 UnoteM 사와 합병한 것에 기인하는 것이다.

## 세븐일레븐의 날
미국의 세븐일레븐에서는 매년 7월 11일을 세븐일레븐의 날로 정하였다. 일부 점포에서는 이 날 무료 슬러피 증정 행사를 연다.
한국에서는 7월 1일부터 11일까지 할인행사를 한다.

## 빅걸프
원하는 크기의 컵 값을 내면 원하는 음료를 직접 골라 마실수 있다. 미국 외 일부 지역, 심지어 대한민국에도 있으며 컵의 단위는 온스(14 oz(415ml),32oz(950ml)이다. 대한민국에서는 롯데그룹이 운영하고 있어서 빅걸프에 판매되는 음료수 중에는 롯데칠성에서 판매되는 칠성사이다와 펩시, 미린다, 마운틴 듀 등이 있다. 대한민국 내 빅걸프 취급점은 상대적으로 많지 않은 편이다. 하지만 혜화점, 소공점, 한남un점 (푸드드림)등 대표적인 직영점에서 구매할 수 있다.

## 로고
세븐일레븐의 등록 상표 로고는 n자를 제외하고는 대문자로 되어 있다. (7-ELEVEn)

## 할인 판매
한국에 있는 세븐일레븐에서는 편의점 안의 미니슈퍼라고 하여 일부 상품을 할인 판매하기도 한다.

## 역사적 슬로건(미국)
- Get The Good Things Easy
- Oh, Thank Heaven For 7-Eleven
- It's a Store and More
- No one keeps you revvin' like 7-Eleven
- At the 7-Eleven, freedom's waiting for you
- If it's not around the house, it's just around the corner at 7-eleven